# Візентталь
Візентталь (нім. Wiesenttal) — громада в Німеччині, розташована в землі Баварія. Підпорядковується адміністративному округу Верхня Франконія. Входить до складу району Форхгайм.
Площа — 45,90 км2. Населення становить 2484 ос. (станом на 31 грудня 2020).